# Krankenhaus der Elisabethinen Graz

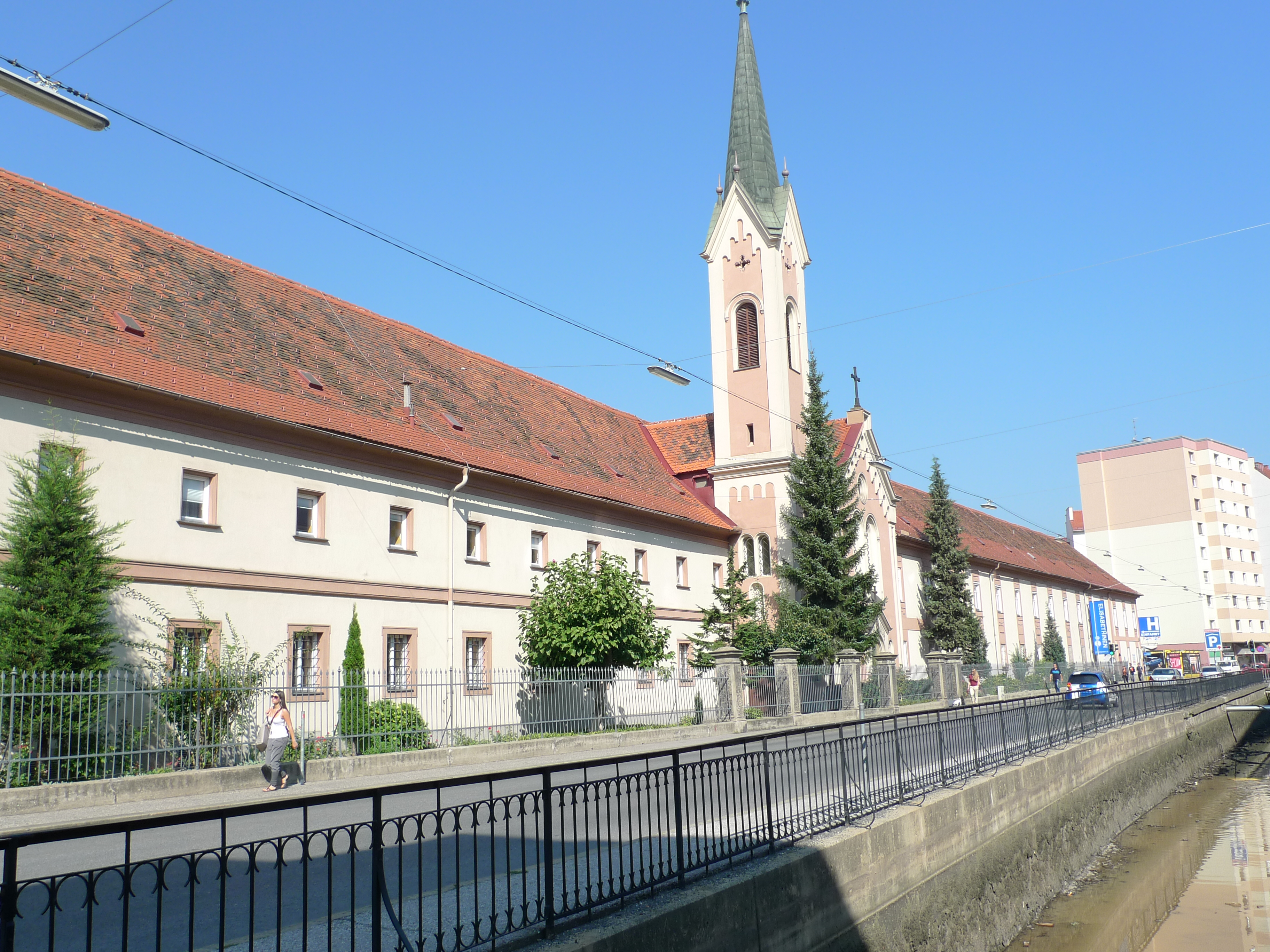
Krankenhaus der Elisabethinen und Elisabethinenkirche

Das Krankenhaus der Elisabethinen ist ein öffentliches Akutkrankenhaus im 5. Grazer Stadtbezirk Gries mit den Schwerpunkten Akutmedizin, multidisziplinäre Altersmedizin und interdisziplinäre multimodale Schmerzmedizin. 
Es ist Lehrkrankenhaus für die Medizinische Universität Graz und die FH Joanneum.

## Medizinische Einrichtungen
Das Krankenhaus Elisabethinen Graz steht für die medizinischen Schwerpunkte
- Akutmedizin
- multidisziplinäre Altersmedizin
- interdisziplinäre multimodale Schmerzmedizin

Das Krankenhaus der Elisabethinen in Graz verfügt über Abteilungen der Inneren Medizin, Psychiatrie und Psychotherapie, Neurologie, Schmerzmedizin, sowie ein Institut für Radiologie.  Außerdem verfügt es über eine hauseigene Apotheke.
Zusätzlich betreibt das Krankenhaus das Hospiz St. Elisabeth und den Himmelshafen der Elisabethinen. 
Der Himmelshafen der Elisabethinen umfasst zwei Einrichtungen: Die Himmelshafen Care, wo sechs Betten zur Verfügung stehen, um obdachlosen Menschen, die Übergangs- oder Langzeitpflege benötigen, eine sichere Unterkunft zu bieten. Und das Himmelshafen Hospiz, ein Ort für obdachlose Menschen in der letzten Phase ihres Lebens. 
Die Elisabethinen Graz betrieben zudem das Demenz-Tageszentrum Elisa in unmittelbarer Nähe des Krankenhauses. 

## Geschichte
Maria Theresia, geboren in Graz als Fürstin zu Liechtenstein und Ehefrau des 1683 zum Feldmarschall ernannten schottischen Adeligen Graf Jakob von Leslie, verbrachte einen Teil ihres Lebens in Aachen und sah dort, wie Ordensschwestern der Elisabethinen arme und kranke Frauen pflegten. Als sie in ihre Heimatstadt zurückkehrte, kam Maria Theresia auf die Idee, ein Spital in Graz zu errichten. Jakob von Leslie war dagegen; trotzdem wurde ihr Plan von Damen der Grazer Gesellschaft gebilligt.
Das Wüten der Pest in den Monaten Juni bis Dezember 1680 hatte beinahe 3 500 Tote in der Stadt gefordert, bei einem Einwohnerstand von 15 000 also fast ein Viertel der Stadtbevölkerung. Maria Theresia schrieb unter diesen Eindrücken einen Brief nach Aachen mit der Bitte, einige Schwestern zu entsenden, um in Graz eine Niederlassung der Elisabethinen zu gründen. Nach einigem Zögern der Stifterin und dem Bereitstellen der Summe von 20 000 Gulden sowie Bedenken des Salzburger Erzbischofs zur Niederlassung des Ordens, trafen im Jahr 1690 die ersten drei Schwestern ein. Die Leitung hatte Schwester Josepha de Ruppe inne.
1692 starb Maria Theresias Mann Jakob und die Witwe heiratete daraufhin Graf Balthasar von Wagensperg, einen kaiserlichen Statthalter. Ein Jahr später erreichte der Stiftungsbrief aus Salzburg Graz und die Billigung von Kaiser Leopold I. Graf von Wagensperg starb und Maria Theresia kaufte für 3 000 Gulden das Wels’sche Haus am Mühlgang in der Murvorstadt. Die erste Ausstattung des Krankenhauses bestand aus sechs Betten und einer Hausapotheke. Im Jahr 1808 erfolgte ein Neubau mit 30 Betten. Das Spital wurde in den folgenden Jahrhunderten kontinuierlich erweitert : So wurde beispielsweise 1925 die chirurgische Abteilung errichtet.

1938 wurde das Kloster durch die Nationalsozialisten enteignet, die Schwestern verließen die Stadt. Im verwaisten Krankenhaus wurde ein Lazarett eingerichtet und die Kirche als Wehrmachtsapotheke genutzt. Nach dem Ende des Zweiten Weltkrieges und dem Abzug der Russen im Sommer 1945 wurde sofort mit dem Wiederaufbaue des zerbombten und ausgeplünderten Klosters und Krankenhauses begonnen – die Wiedereröffnung erfolgte im September 1946. Nach mehreren kleineren Erweiterungen und Renovierungen wurden von 1975 bis 1993 Um- und Ausbauarbeiten in großem Stil vorgenommen, wodurch eine Aufstockung der Betten sowie eine Erweiterung und Modernisierung der einzelnen Stationen ermöglicht wurde.

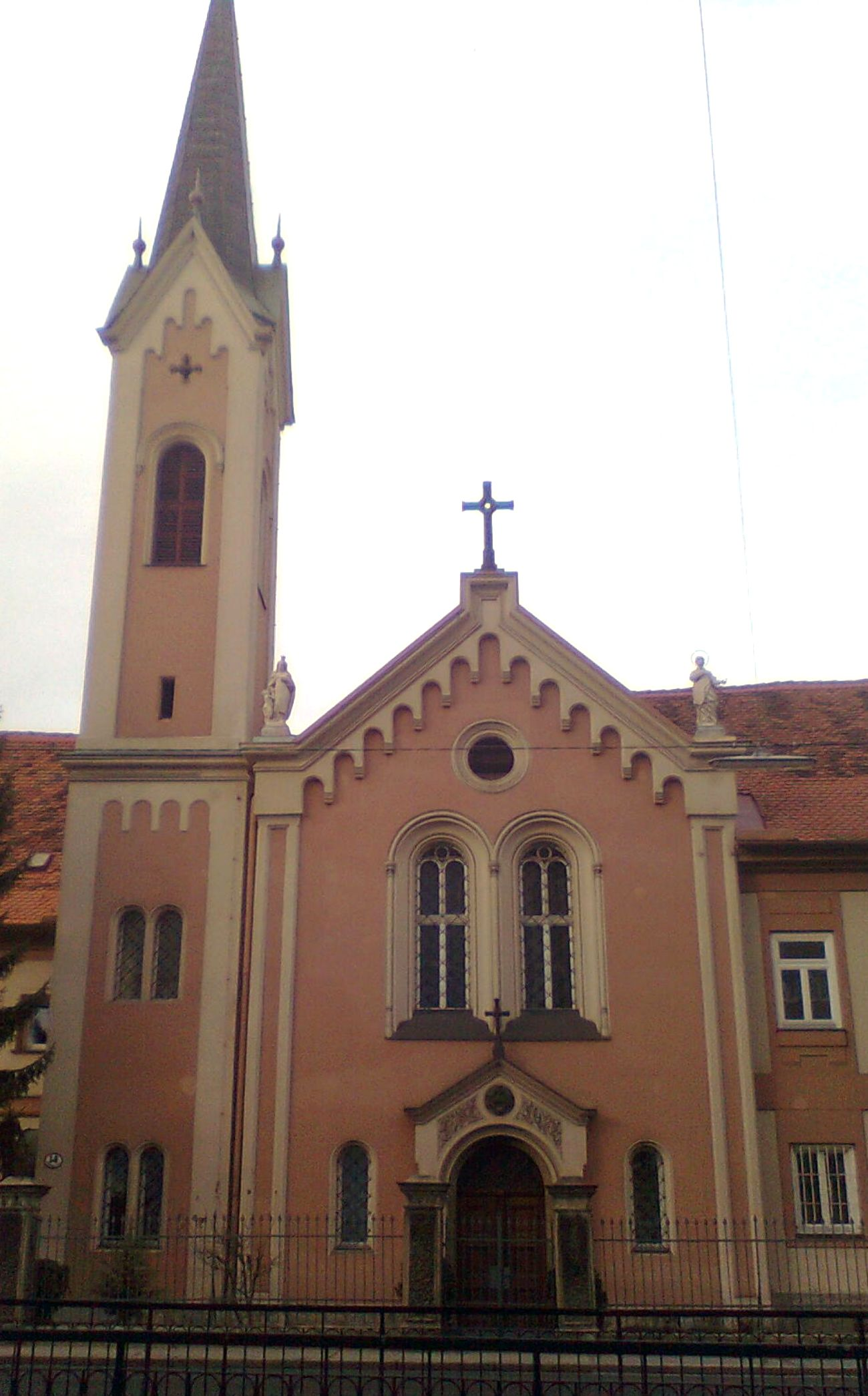
Elisabethinenkirche

## Elisabethinenkirche
1696 erbaut, wurde die barocke römisch-katholische Hauskirche des Elisabethinenspitals, die dem hl. Laurentius geweiht ist, bald vergrößert und immer wieder erweitert. Ende des 19. Jahrhunderts wurde die Klosterkirche fast vollständig abgerissen und durch einen Neubau im Stil der Neorenaissance ersetzt; nur die Fassade und der Turm blieben bestehen und wurden in den Neubau integriert. Im Innenraum zieht der 1891 nach Plänen von Robert Mikovics erbaute Hochaltar die Aufmerksamkeit auf sich: Er enthält eine von Hans Brandstätter geschaffene Holzskulptur des Kirchenpatrons, die ihn als Märtyrer darstellt.
Der 1960 von Karl Lebwohl neu gestaltete Innenraum enthält einige spätbarocke Stücke, die noch aus der Vorgängerkirche stammen, so zum Beispiel eine Plastik der hl. Elisabeth oder auch ein Gemälde, das dem Maler Carlo Maratta zugeschrieben wird und Maria mit dem Jesuskind zeigt. Besonders bemerkenswert ist außerdem das Grabmal des Benefiziaten Balthasar Toperzer, das sich an der Südwand befindet. 1990 wurde ein verlängerter Altarbereich geschaffen.
Sie ist heute das Kuratbenefizium im Elisabethinenkloster in Graz, das der Pfarre Graz-St. Andrä unterstellt ist und zum Dekanat Graz-Mitte der Stadtkirche Graz gehört.

## Infrastruktur
Das Krankenhaus ist an das öffentliche Verkehrsnetz durch die Straßenbahnlinien 1, 3, 6 und 7 (Haltestelle Roseggerhaus) und den Buslinien 40 und 67 (Haltestelle Roseggerhaus) und 32 und 33 (Haltestelle Elisabethinergasse) angebunden.

## Trivia
Das Krankenhaus war 2009 zentraler Schauplatz im Film Die unabsichtliche Entführung der Frau Elfriede Ott, wo es als Landeskrankenhaus Graz Mitte „auftrat“.